# Епархия Пхаана
Епархия Пхаана (лат. Dioecesis Hpaanensis) — епархия Римско-Католической церкви с центром в городе Пхаан, Мьянма. Епархия Пхаана входит в митрополию Янгона. Кафедральным собором епархии Пхаана является церковь святого Франциска Ксаверия.

## История
24 января 2009 года Римский папа Бенедикт XVI издал буллу Missionalem navitatem, которой учредил епархию Пхаана, выделив её из архиепархии Янгона.

## Ординарии епархии
- епископ Justin Saw Min Thide (24.01.2009 — по настоящее время).

## Источник
- Annuario Pontificio, Ватикан, 2007
- Bolla Missionalem navitatem, AAS 101 (2009), стр. 257  (лат.)